# 山紫锤草
山紫锤草（学名：Pratia montana）为桔梗科铜锤玉带属下的一个种。

## 扩展阅读
- 維基物種上的相關：山紫锤草